# Sriramapuram
Sriramapuram is een panchayatdorp in het district Dindigul van de Indiase staat Tamil Nadu. 

## Demografie
Volgens de Indiase volkstelling van 2001 wonen er 8.927 mensen in Sriramapuram, waarvan 50% mannelijk en 50% vrouwelijk is. De plaats heeft een alfabetiseringsgraad van 53%. 